# 酥皮盒子

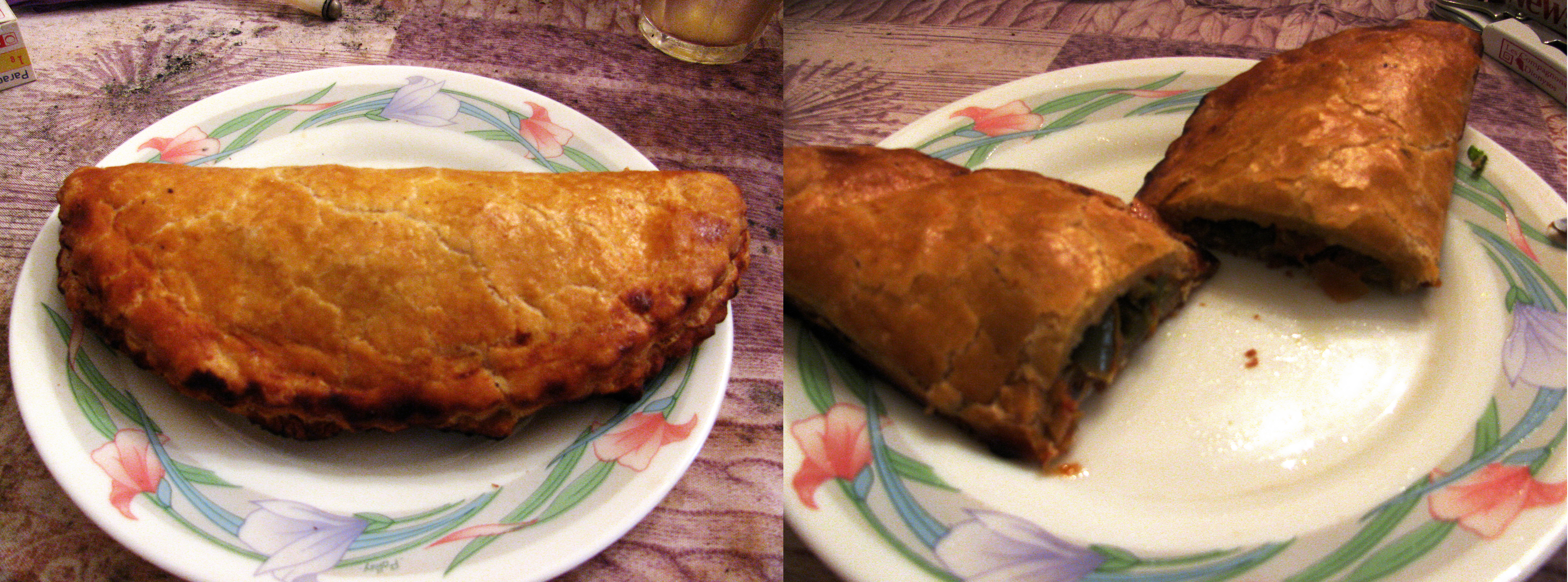
普罗旺斯杂烩馅的酥皮盒子。

酥皮盒子是一种由酥皮烤制而成的法式馅饼，馅料可甜可咸。将馅料放在酥皮正中，将饼皮折叠成半圆呈月亮形后烤制而成，形似韭菜盒子。通常用作早餐或小吃。在美国一些地区也有变种，称做。

## 馅料

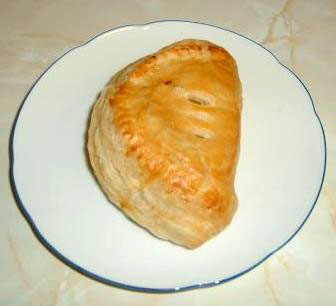
苹果酥皮盒子（Chausson aux pommes）常用作早餐。

常见的咸馅料为各式奶酪、鸡肉、牛肉或猪肉，甜馅料则通常为苹果或樱桃。